# 曲陽路駅
曲陽路駅（きょくようろえき）は上海市虹口区曲陽路に位置する上海地下鉄8号線の駅である。

## 駅構造
- 相対式ホーム2面2線の地下駅。ホームドア設置駅。出口は6箇所ある。

## 歴史
- 2007年12月29日 - 開業。

## 交通
バスは70、79、100、310、751、848、937、959、848線で乗れる。

## 隣の駅
上海地下鉄
■8号線
四平路駅 - 曲陽路駅 - 虹口足球場駅